# Nefertnesu
Nefertnesu ("Bella del Rei") va ser una princesa egípcia de la IV Dinastia. Era filla del rei Snefru i d'una de les seves dones, probablement la seva tercesa esposa.
Els títols de Nefertnes van serː
- Filla de Déu
- Filla del Rei

En aquest cas tant "déu" com "rei" s’entén que són ambdós referits al seu pare Snefru.
Un dels seus germans va ser el faraó Keops, constructor de la Gran Piràmide. Es desconeix el nom del seu marit, tot i que sí que se'n sap el nom d'un fillː Kaemked.